# Thera comis
Thera comis är en fjärilsart som beskrevs av Butler 1879. Thera comis ingår i släktet Thera och familjen mätare. Inga underarter finns listade i Catalogue of Life.